# Obiect detașat

Obiecte transneptuniene dincolo de 100 de unităţi astronomice: obiecte împrăștiate (în engleză: SDO scattered-disk objects) (în gri) și obiectele detașate (în alb).

Un obiect detașat este un obiect transneptunian din Sistemul Solar al cărui periheliu este suficient de distant de influența gravitațională a planetelor gigante, îndeosebi a planetei Neptun, cea mai exterioară, pentru a avea un comportament detașat (de influențele acestora).
Cel puțin nouă din aceste obiecte au fost identificate în mod sigur, cel mai mare, cel mai îndepărtat și mai bine cunoscut fiind Sedna. Cele ale căror perihelii sunt superioare a 75 de unități astronomice, incluse în Norul lui Hills, sunt denumite sednoide. În 2014 cele două sednoide cele mai masive cunoscute erau Sedna și 2012 VP113.

## Alte obiecte posibile
Obiectele următoare ar putea fi adăugate obiectelor detașate, dar ele au perihelii inferioare a ≈50–75 u.a. care definesc sednoidele.
| Numărul | Denumirea asteroizilor | Diametrul (km) | H   | Periheliu (AU) | Semiaxă majoră (AU) | Afeliu (AU) | Argumentul periheliului (°) | Descoperit Anul | Descoperitor                     | Metodă   | Ref.   |
| ------- | ---------------------- | -------------- | --- | -------------- | ------------------- | ----------- | --------------------------- | --------------- | -------------------------------- | -------- | ------ |
| 148209  | Format:PM3             | ≈ 250          | 6.1 | 44.0           | 224                 | 403         | 316.5                       | 2000            | Lowell Observatory               | estimare | [ 2 ]  |
|         | 2004 XR190             | 335–850        | 4.4 | 51.5           | 57.7                | 64          | 284.1                       | 2004            | Lynne Jones et al.               | estimare | [ 3 ]  |
|         | 2004 VN112             | 130–300        | 6.4 | 47.3           | 329                 | 610         | 327.2                       | 2004            | CTIO                             | estimare | ·      |
| 145480  | Format:PM3             | ≈ 500          | 4.7 | 46.2           | 76.4                | 106.5       | 171.6                       | 2005            | Andrew C. Becker et al.          | estimare |        |
|         | 2008 ST291             | ≈ 612          | 4.2 | 42.5           | 98.6                | 154.8       | 324                         | 2008            | Meg Schwamb et al.               |          |        |
|         | 2010 GB174             | 242            | 6.6 | 48.5           | 361                 | 673         | 347.3                       | 2010            | Observatorul Canada-France-Hawai |          |        |
|         | 2010 ER65              |                | 5.4 | 40             | 99.77               | 159.5       | 324                         | 2010            | La Silla                         |          | [ 7 ]  |
|         | 2013 GP136             |                | 6.6 | 41.1           | 151.75              | 262.38      | 42                          | 2013            | Mauna Kea                        |          | [ 8 ]  |
|         | 2013 JD64              |                | 8.0 | 42.6           | 72.6                | 102.6       | 177.5                       | 2013            | Mauna Kea                        |          | [ 9 ]  |
|         | 2014 WT69              |                | 5.7 | 44.5           | 76.7                | 108.8       | 139.56                      | 2014            | Pan-STARRS                       |          | [ 10 ] |
|         | 2014 FC69              | 300–700        | 4.6 | 40.2           | 73.57               | 106.9       | 191.3                       | 2014            | CTIO                             |          | [ 11 ] |

- Format:PM3 a fost un timp clasat ca fiind obiect detașat.